# Philinopsis pusa
Philinopsis pusa är en snäckart som först beskrevs av Ev. Marcus och Er. Marcus 1967.  Philinopsis pusa ingår i släktet Philinopsis och familjen Aglajidae. Inga underarter finns listade i Catalogue of Life.